# Oxymastinocerus peruanus
Oxymastinocerus peruanus är en skalbaggsart som först beskrevs av Wittmer 1956.  Oxymastinocerus peruanus ingår i släktet Oxymastinocerus och familjen Phengodidae. Inga underarter finns listade i Catalogue of Life.